# Andentælleligt rum
I det matematiske område der kaldes topologi, er et andentælleligt rum et topologisk rum, der opfylder "andet tællelighedsaksiom". Det vil sige, at et rum kaldes andentælleligt, hvis dets topologi har en tællelig basis. Som andre tællelighedsaksiomer gør det, begrænser denne egenskab antallet af åbne mængder et rum kan have. Generelt gælder følgende: Hvis et topologisk rum er andentælleligt, er det også andettælleligt med en grovere topologi.
De fleste "pæne" rum i matematikken er andentællelige. For eksempel er euklidisk rum (Rn) med den sædvanlige topologi andentællelig: Hvorimens den sædvanlige base bestående af åbne kugler ikke er tællelig, kan man begrænse opmærksomheden til mængden af alle kugler med rationale radier og hvis centrum har rationale koordinater. Denne mængde er tællelig og udgør stadig en basis for topologien.

## Egenskaber
Andentællelighed er et stærkere krav end førstetællelighed. Et rum kaldes førstetælleligt, hvis ethvert punkt har en tællelig lokal basis. Givet en basis for topologien og et punkt x, udgør mængden af alle basismængder indeholdende x en lokal basis i x. Således vil man givet en tællelig basis for topologien kunne opnå en tællelig lokal basis i ethvert punkt.
Andentællelighed medfører visse andre topologiske egenskaber. Eksempelvis er ethvert andentælleligt rum separabelt (dvs. det har en tællelig tæt delmængde) og Lindelöf (enhver åben overdækning kan udtyndes til en tællelig overdækning). De omvendte implikationer gælder ikke. For eksempel er den reelle akse udstyret med topologien frembragt af basen bestående af alle halvåbne intervaller [a,b), hvor a og b er reelle, et førstetælleligt, separabelt Lindelöfrum, som ikke er andentælleligt. For metriske rum er det at være andentælleligt, separabelt og Lindelöf imidlertid ækvivalent. Den reelle linje med ovenstående topologi er således ikke et metriserbart rum.
I andentællelige rum gælder, som det gør i metriske rum, at kompakthed, sekventiel kompakthed og tællelig kompakthed ækvivalente egenskaber.
Urysons metriseringssætning siger, at ethvert andentælleligt regulært Hausdorffrum er metriserbart. Det følger, at ethvert sådant rum er fuldstændig normale såvel som parakompakte. Andentællelighed er således et forholdsvis strengt krav, der blot kræver et separationsaksiom for at have metriserbarhed.
Andre egenskaber omfatter:
- Billedet af et andentælleligt rum under en kontinuert, åben afbildning er andentælleligt.
- Enhver delmængde af et andentælleligt rum er andentælleligt.
- Kvotienter af andentællelige rum er ikke nødvendigvis andentællelige; åbne kvotienter er imidlertid.
- Topologien på et andentælleligt rum har kardinalitet mindre end eller lig kontinuumskardinaliteten.
- Enhver basis for et andentælleligt rum har en tællelig delfamilie, der stadig er en basis.
- Enhver samling af disjunkte åbne mængder i et andentælleligt rum er tælleligt.